# Hannoversches Tageblatt

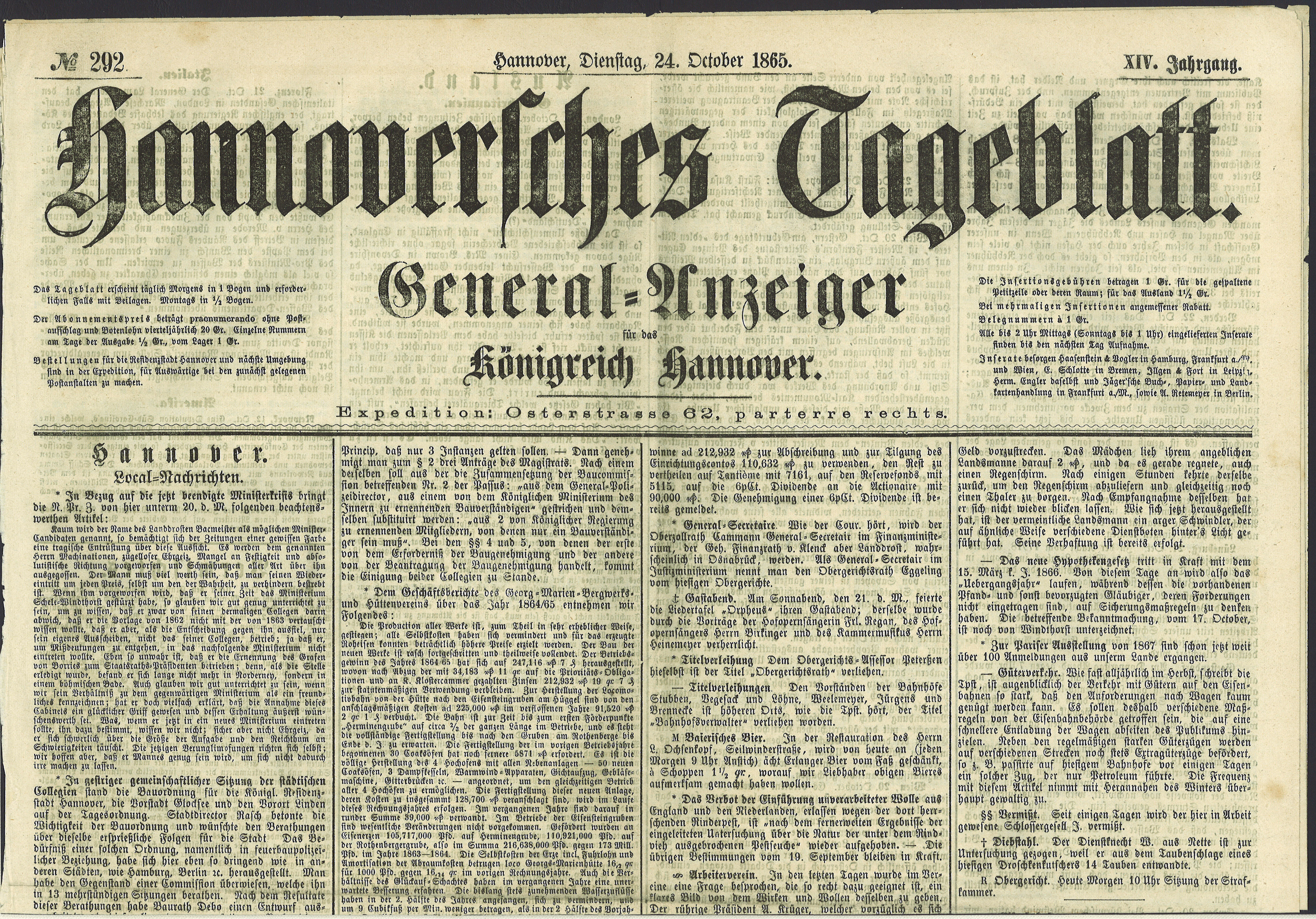
1865: Das Hannoversche Tageblatt als „General-Anzeiger für das Königreich Hannover“

Das Hannoversches Tageblatt (HT) wurde 1852 gegründet (möglicherweise auch schon 1851). Es verkörperte den Typ des Generalanzeigers, der keiner politischen Richtung nahestand, sondern vor allem dem kommerziellen Erfolg verpflichtet war. Das HT bestand aus Nachrichten, Unterhaltung und Anzeigen ausdrücklich "für die gebildeten Stände" und war, im Gegensatz zu den parteigebundenen Zeitungen, ganz auf die Stadt Hannover und ihr Umland ausgerichtet.
Von 1863 bis 1940 befand sich das Tageblatt im Besitz der Schlüterschen Verlagsanstalt. Bis zum Ende der Weimarer Republik war das Hannoversche Tageblatt nach dem Hannoverschen Anzeiger die auflagenstärkste Tageszeitung: Von 27.000 Exemplaren im Jahr 1893 stieg die Auflage bis auf 75.000 im Jahr 1932, sank dann aber bis Ende 1933 auf 54.500 Stück.
In der Zeit des Nationalsozialismus blieb das Hannoversche Tageblatt von Verwarnungen und Verboten verschont.

## Kurier-Tageblatt
Zum 11. Oktober 1941 wurde die Zeitung mit dem Hannoverschen Kurier zum Kurier-Tageblatt zusammengelegt. Das Kurier-Tageblatt erschien letztmals am 31. August 1944 und ging dann, ebenso wie der Hannoversche Anzeiger und die Niedersächsische Tageszeitung, in der Hannoverschen Zeitung auf.

## Persönlichkeiten
- 1871 bis 1882 war Hermann Sternheim Redakteur der Zeitung.[1]